# Corcelles-les-Monts
Corcelles-les-Monts – miejscowość i gmina we Francji, w regionie Burgundia-Franche-Comté, w departamencie Côte-d’Or.
Według danych na rok 1990 gminę zamieszkiwały 783 osoby, a gęstość zaludnienia wynosiła 55 osób/km² (wśród 2044 gmin Burgundii Corcelles-les-Monts plasuje się na 302. miejscu pod względem liczby ludności, natomiast pod względem powierzchni na miejscu 684.).